# 정직한 법관
독일의 대문호 요한 볼프강 폰 괴테의 단편작품이다. 괴테는 쉴러의 청탁을 받아 그가 발행하던 잡지 <호렌>(독일어: Die Horen)에 <독일 피난민들의 담화>(1795)라는 소설을 연재하였는데, 액자소설 형식의 이 소설에 담겨있는 짧은 이야기들 중 하나가 바로 <정직한 법관> (독일어: Der ehrliche Prokurator)이다. 괴테의 소설임에도 불구하고 한국에는 잘 알려지지 않았는데, 그 이유는 <독일 피난민들의 담화> 자체의 완역본이 아직 없기 때문이다. <정직한 법관>은 창비의 세계문학단편선 독일편 <어느 사랑의 실험>을 통해 한국에 초역되었다. 

## 내용
이탈리아 어느 한 항구에 해상무역으로 막대한 부를 축적한 상인이 살고 있었다. 어느 날 상인은 재산만으로는 기쁨을 느낄 수 없음을 깨닫고 그것을 함께 누리며 살 여자를 찾기로 한다. 마침내 도시 최고 미인과 결혼식을 올리고 한동안 흡족한 결혼생활을 한다. 그러나 얼마 못 가 상인은 다시 바다로 나가 일을 하고픈 욕구를 느끼고 출항을 결심한다. 남편이 떠난 후 부인은 애초의 정절로부터 멀어지게 되고 결국 한 법관에게 구애하기에 이른다. 그러나 사실 상인의 친구였던 법관은 사정을 다 알고 있었고 부인의 마음을 돌리기 위해 꾀를 써서 금욕생활을 권유하기에 성공한다. 금욕생활로 부인은 점점 지쳐가고 전에 품었던 일탈적 욕구도 거두게 된다. 부인은 ‘정직한’ 법관의 깊은 뜻을 깨닫고 자신을 흔들림으로부터 지켜준 그에게 감사함을 전한다. 

## 등장인물

### 상인
해상무역으로 쌓은 막대한 부에 회의감을 느끼고 결혼을 결심한다. 결혼 후 얼마 못 가 다시 바다로 나가 일을 하고픈 욕구를 느껴 출항하게 된다.

#### 부인
상인의 부인으로 열여섯 살이다. ‘이 도시를 통틀어 최고의 미인이라 해도 손색없는’  외모를 가졌다. 남편의 출항 후 처음에는 정절을 잘 지키는 듯 보였지만 점차 바깥 남자들의 유혹에 흔들리게 되고 남편이 일러준 애인의 조건에 딱 들어맞는 한 법관에게 구애한다. 하지만 결국은 법관이 권유한 금욕생활을 수행함으로써 본래의 이성적인 삶으로 회귀한다.

##### 법관
소설 제목의 주인공. 볼로냐에서 대학을 마치고 돌아온 법관으로 사람들로부터 학식과 인성면에서 모두 뛰어나다는 평을 받는다. 상인과는 어릴 적부터 알고 지낸 사이고 상인이 결혼했다는 것과 현재 부재중이라는 것도 알고 있다. 부인의 적극적인 유혹과 구애에도 사사로운 감정을 갖지 않는 모습을 보이며 오히려 부인이 다시 자신의 마음을 다 잡을 수 있도록 노력한다.

## 해석
소설은 ‘인간본성의 문제’를 주제로 다룬다. 표면적인 해석으로는 정직한 법관의 선한 마음 덕에 부인이 본성을 극복하여 다시금 이성으로 회귀한다는 이야기로 볼 수 있다. 그러나 이것을 다르게 본다면 우리 인간은 누구나 쉽게 본성과 이성 사이에서 갈등하며 어쩌면 본성에 장악당할 수도 있다는 전제를 담고 있기도 하다. 소설 속 세 명의 삶은 이러한 본성과 이성의 관계를 각각 다르게 상징한다.
상인은 본성적인 삶, 즉 느끼는 감정에 따라서 행동을 이행하는 인물이다. 상인은 물질적인 삶에 회의감과 외로움을 느끼자 곧바로 여자를 찾고 결혼을 한다. 결혼 후에는 다시 바다로 나가 일을 하고 싶은 욕구가 꿈틀거리자 곧 가정적인 삶에 싫증을 느끼고 출항한다. 상인의 이러한 본능에 따라 움직이는 면모는 그가 출항하기 전 부인과 나누는 대화에서도 잘 나타난다. 상인은 자신이 떠나고 부인이 느낄 본성을 인정하고 심지어 그것에 따라 아내가 행동할 수 있음을 받아들인다. “누구나 본능의 욕구 또한 느끼게 마련이고, 그 자체를 나쁘다고 할 수는 없소. 본능의 욕구는 언제나 우리의 이성과 갈등을 일으키는데, 대개는 이성을 압도하게 마련이오.”
반면 ‘정직한’ 법관은 그의 친구 상인과는 정반대 위치한 인물이다. 법관은 부인의 치정에 흔들리지 않으며 오히려 상인의 친구로서 부인의 마음을 돌리는데 노력하는 인물이다. 그가 부인에게 처방한 금욕생활도 본성에 휘둘리지 않는 삶을 표상한다고 볼 수 있다.
그렇다면 부인은 상인의 삶으로 표현되는 본성과 법관의 삶으로 표현되는 이성의 경계에 서 있는 인물이다. 남편의 출항 당시 다짐했던 정절은 점점 흐릿해지고 결국 본성을 이기지 못해 구애를 시도하는 것과 법관이 처방한 금욕생활을 통해 본성을 극복하고 이성으로 회귀하는 것은 우리 인간이란 언제든지 본성과 이성 사이에서 흔들릴 수 있는 존재라는 것을 뜻한다.
괴테가 이 소설을 통해 당시의 정치지도자에게 전하고 싶은 메시지는 마지막에서 부인이 법관에게 감사함을 전하는 말에서 찾을 수 있다.
“그리하여 누구나 마음속에 올곧은 미덕의 힘이 보이지 않는 곳에서도 싹트고 있다는 걸 깨우쳐주세요.”